# Эдуард Исповедник
Эдуа́рд Испове́дник (англ. Edward the Confessor; около 1003 — 5 января 1066) — предпоследний англосаксонский король Англии (с 1042 года) и последний представитель Уэссекской династии на английском престоле.
Его правление ознаменовалось ослаблением королевской власти в стране и всевластием магнатов, а также дезинтеграцией англосаксонского общества и ослаблением обороноспособности государства. Эти факторы, сопряжённые с ориентацией короля на Нормандию, облегчили его двоюродному племяннику, нормандскому герцогу Вильгельму Завоевателю, подчинение Англии вскоре после смерти Эдуарда в 1066 году.
Эдуард Исповедник большое значение уделял пропаганде христианских добродетелей и аскетизму, за что был позднее канонизирован и в настоящее время почитается как святой Католической Церкви и Православной Церкви.

## Биография

### Изгнание и вступление на престол
Эдуард был старшим сыном английского короля Этельреда II Неразумного и Эммы Нормандской, сестры герцога Нормандии Ричарда II. В условиях вторжения в Англию датских викингов Свена Вилобородого и угрозы завоевания страны, в 1013 году мать увезла Эдуарда и его младшего брата Альфреда в Нормандию. Вскоре скончался Этельред II, а власть в Англии перешла к датским королям. Проведя при дворе герцога Нормандии четверть века, Эдуард завёл многочисленные связи в этой стране. Смолоду он проявил особое религиозное рвение, за что и получил позднее прозвище Исповедник.
В период правления в Англии Кнуда Великого (1016—1035) Эдуард не мог и надеяться на возвращение на родину: нормандский герцог находился в союзе с королём Англии и Дании, подкреплённым браком Эммы Нормандской и Кнуда. Кроме того, очевидно, англо-датская монархия Кнуда Великого пользовалась широкой поддержкой англосаксонской знати.
После смерти Кнуда, в 1036 году в Англию отправился младший брат Эдуарда Альфред, возможно с целью попытаться вернуть корону. Однако он был пленён сторонниками Гарольда, незаконного сына Кнуда, захватившего английский престол. Альфреда жестоко ослепили, и он вскоре скончался.
Лишь в 1041 году, когда королём Англии стал Хардекнуд, единоутробный брат Эдуарда, он получил приглашение вернуться на родину. Более того, Хардекнуд, не имевший детей, провозгласил Эдуарда своим наследником. 8 июня 1042 года Хардекнуд скончался. С его смертью прекратилась датская династия. К этому времени в Англии сформировалось сильное общественное мнение в пользу реставрации старой англосаксонской династии. Спустя всего несколько дней после смерти Хардекнуда жители Лондона провозгласили Эдуарда королём Англии. Это тут же признала вся страна, включая англо-датскую военную знать и эрлов.

### Начало правления

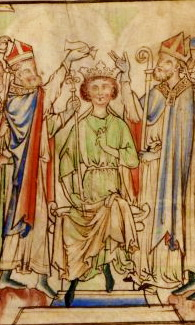
Коронация Эдуарда Исповедника

3 апреля 1043 года в Уинчестере, столице англосаксонского королевства, Эдуард Исповедник был коронован королём Англии. Новый монарх, 25 лет проведший в изгнании, совершенно не знал страну своих предков. Более того, за время правления датской династии в Англии сформировалась сильная военно-служилая знать англо-датского происхождения, во главе которой стояли крупные магнаты, контролировавшие ту или иную провинцию королевства: Годвин, эрл Уэссекса, Леофрик, эрл Мерсии, Сивард, эрл Нортумбрии. У Эдуарда совершенно не было соратников или прочной опоры среди англосаксонской знати. В результате на протяжении почти всего своего правления Эдуарду приходилось согласовывать свои действия с магнатами, прежде всего, Годвином, а позднее — с его сыном Гарольдом. Тем не менее, король не стал марионеткой в руках крупной англосаксонской знати. Он постоянно сопротивлялся давлению магнатов, пытался проводить собственную политику и создать себе социальную опору в стране. Для этого он активно привлекал на королевскую службу выходцев из Нормандии и других регионов Северной Франции, которым Эдуард жаловал земли и добивался их назначения на церковные должности (включая архиепископа Кентерберийского). Нормандские советники короля, однако, вызывали недовольство англосаксонской знати. Кроме того, Эдуард Исповедник завоевал значительный политический авторитет в Европе благодаря своей истинной религиозности, вере в добродетель и аскетизму.
Первая половина правления Эдуарда прошла под сильным влиянием англо-датских эрлов, прежде всего, Годвина, эрла Уэссекса. В 1045 году король женился на дочери Годвина Эдите, однако особой теплоты Эдуард к ней не испытывал, и, согласно популярной легенде, оставался девственником до конца жизни. Система правления и политическая элита государства оставалась неизменной со времён Кнуда Великого, сохраняя англо-датский военный характер. Хотя уже в начале своего правления Эдуард привлекал на службу нормандских рыцарей, свидетельства «нормандского засилья», о котором говорят апологеты англосаксонского рода Годвинов, не убедительны: число нормандцев среди лиц, свидетельствующих своими подписями королевские хартии и указы, крайне незначительно.
Во внешней политике помимо естественной ориентации на Нормандию, главным фактором была норвежская угроза. Король Норвегии Магнус I Добрый, опираясь на договор 1038 года с Хардекнутом, не оставлял своих претензий на английский престол. Эдуард, в свою очередь, сохранял дружеские отношения с королём Дании Свеном Эстридсеном, основным противником Норвегии. Однако, когда в 1047 году вероятность норвежского завоевания Дании стала реальной, Эдуард отказался помочь своему союзнику военным флотом. Лишь смерть Магнуса I в том же году на время устранила норвежскую угрозу. В 1048 году английский флот принял участие в операциях императора Священной Римской империи Генриха III против графа Фландрии — один из крайне редких примеров участия англосаксонской Британии в большой европейской политике.
Ликвидация норвежской угрозы после 1047 года позволила Эдуарду в 1050 году распустить английский флот, находящийся в состоянии постоянной боеготовности с X века, а также отменить налог на оборону — «датские деньги», тяжёлым бременем ложившийся на свободное население Англии. Это имело благоприятные последствия для финансового благополучия подданных, однако в долгосрочном плане резко ослабило готовность страны к отражению внешней угрозы. Это стало одной из причин быстрого краха англосаксонской монархии в 1066 году. Ко времени правления Эдуарда, тем не менее, относятся первые договоры короля с крупнейшими портами юго-восточного побережья (Сандвич, Дувр, Фордвич, Ромни и, возможно, Гастингс), в соответствии с которым Эдуард отказывался от королевской доли в доходах городов взамен на выставление ими определённого числа кораблей в случае войны. В дальнейшем эта система привела к рождению знаменитого института «Пяти портов».
Уже в первой половине правления Эдуарда Исповедника перед страной остро встала проблема наследования престола: из-за приверженности аскетизму король не мог иметь детей. Единственным, кроме Эдуарда, представителем мужской линии англосаксонских монархов оставался Эдуард Этелинг, сын Эдмунда Железнобокого, однако он покинул Англию ещё ребёнком и проживал в далёкой Венгрии без каких-либо контактов со своей родиной. Определённые права на английский престол также имели король Дании Свен Эстридсен, дальний родственник Кнуда Великого, а также король Норвегии Харальд III Суровый в силу договора его соправителя Магнуса I с Хардекнудом. Однако сам Эдуард, не питая особо тёплых чувств к скандинавским монархам, благоволил к герцогу Нормандии Вильгельму, внуку Ричарда II, приютившего молодого Эдуарда в годы изгнаний. Ориентация на нормандцев, уже наметившаяся в начале правления короля, стала особенно явной в период 1051—1052 годов, когда был повержен дом Годвина.

### Падение и реставрация Годвина
Род Годвина к 1050 году достиг небывалого влияния и могущества. Сам Годвин был эрлом Уэссекса и контролировал всю Южную Англию от Кента до Корнуолла. Его дочь была женой короля, старший сын Свен управлял Оксфордширом, Херефордширом, Глостерширом, Беркширом и Сомерсетом, а второй сын Гарольд был эрлом Восточной Англии, Эссекса, Кембриджшира и Хантингдоншира. Король Эдуард, безусловно, тяготился зависимостью от этой семьи и не забыл об участии Годвина в убийстве в 1036 году его младшего брата Альфреда Этелинга. Случай расправиться с Годвином представился в 1051 году: в Дувре, входившим в состав эрлства Уэссекса, были убиты рыцари из свиты гостившего у короля графа Булонского Евстахия II. Эдуард приказал Годвину наказать жителей Дувра, однако тот отказался это сделать, что означало разрыв с королём.
К 1 сентября 1051 года Годвин и его сыновья собрали армию, которая подошла к Глостеру, где в это время находился король, и потребовали рассмотрения дуврского инцидента и снятия обвинений в измене. На помощь Эдуарду пришли эрлы Леофрик и Сивард, что позволило королю отсрочить созыв витенагемота, на котором должны были рассматриваться претензии Годвина. Тем временем, апеллируя к священному праву англосаксонских королей, Эдуард объявил о созыве всех тэнов страны в королевское войско. Это лишило Годвина значительной части военных сил. Опасаясь за свою жизнь, Годвин не явился на заседание витенагемота, а вместе с семьёй бежал из страны.
Падение Годвина позволило королю начать проводить самостоятельную политику. Это означало усиление нормандского элемента в администрации и при дворе. Обширные владения Годвина и его семьи были разделены между нормандскими соратниками короля. Это вызвало недовольство англосаксонской знати. Именно в это время герцог Вильгельм Нормандский, вероятно, был провозглашён наследником английской короны. В 1051/1052 году Вильгельм посетил Англию с визитом вежливости к королю Эдуарду. Недовольство англосаксов усилением нормандцев дало Годвину надежду на свою реставрацию.
В конце лета 1052 года Годвин с небольшой флотилией кораблей, набранных во Фландрии, совершил короткую вылазку в юго-восточную Англию и убедился в своей поддержке населением Кента, Суррея и Суссекса. Вскоре после этого взбунтовались матросы королевского флота, что оставило незащищённым всё южное побережье страны. Этим воспользовался Годвин, вновь направившийся к берегам Англии, где он соединился с флотилией своего сына Гарольда, шедшей из Ирландии. Затем к ним присоединились корабли южноанглийских графств. Объединённый флот направился к Лондону и вошёл в устье Темзы. Эдуарду Исповеднику не удалось собрать сухопутную армию, поскольку эрлы отказались участвовать в гражданской войне. В результате король был вынужден пойти на уступки: был созван витенагемот, на котором Годвин был оправдан и получил обратно свои владения и титул эрла. Из Англии были изгнаны все нормандские советники и приближённые короля, а Роберт Жюмьежский, архиепископ Кентерберийский и давний противник Годвина, был смещён.
Кризис 1052 года стал переломным моментом в правлении Эдуарда Исповедника. В стране установилась власть Годвина и его семьи, с могуществом которых не могли сравниться никакие другие знатные англосаксонские роды, да и сам король. Изгнание нормандцев уничтожило шанс на мирную передачу престола после смерти Эдуарда герцогу Вильгельму, а смещение архиепископа позволило последнему играть роль защитника церкви. Кроме того, лёгкость, с которой эрл Годвин добился реставрации и подчинения короля, продемонстрировала всей Европе непрочность англосаксонского государства и слабость его вооружённых сил.

### Конец правления
После смерти Годвина в 1053 году его место в качестве самого влиятельного магната Англии, эрла Уэссекса и первого советника короля занял его сын Гарольд. В 1055 году под контроль семьи Годвина попала и Нортумбрия, переданная Тостигу, младшему брату Гарольда. Позднее, в 1057 году дом Годвина получил также Восточную Англию. Рычаги правления государством всё более переходили к Гарольду, в то время как король Эдуард отстранился от участия в политике, посвятив себя церкви. Делом всей его жизни стало основание Вестминстерского аббатства.
В области внешней политики Англии в конце правления Эдуарда Исповедника на первый план вышли отношения с Шотландией, Уэльсом и вопрос наследования. После свержения в 1057 году Макбета в англо-шотландских отношениях наступил период добрососедских отношений, подкреплённых визитом короля Малькольма III в 1059 году ко двору английского короля. Более сложные отношения сложились с Уэльсом. В 1055 году Грифид ап Лливелин, король Гвинеда, объединивший под своей властью все валлийские королевства, в союзе с Эльфгаром, бывшим эрлом Восточной Англии, разорил Херефордшир. Хотя валлийцы получили отпор со стороны англосаксонской армии, которую возглавил Гарольд, им удалось добиться территориальных уступок. В 1062 году скончался Эльфгар, эрл Мерсии, последний соперник дома Годвина среди высшей английской аристократии и главный союзник Грифида ап Лливелина. Это позволило Гарольду подчинить Мерсию и перейти в наступление на Уэльс. В 1062—1063 годах войска Гарольда в серии рейдов добились разгрома и падения королевства Грувита. Уэльс был вновь разделён на небольшие королевства, признавшие сюзеренитет Англии.
Изгнание нормандцев в 1052 году вновь обострило проблему наследования престола Англии. Эдуард Исповедник пригласил вернуться на родину Эдуарда Изгнанника, своего племянника, сына Эдмунда Железнобокого, который проживал в Венгрии. Однако вскоре после его возвращения в Англию, в феврале 1057 года он неожиданно скончался. Последним представителем англосаксонской династии остался несовершеннолетний Эдгар Этелинг, сын умершего Эдуарда Изгнанника, воспитанный за границей и не имевший никакой опоры в стране. С другой стороны, Гарольд, успешно управляющий государством на протяжении нескольких лет и заработавший колоссальный авторитет на подчинении Уэльса, также не мог не надеяться на корону после смерти Эдуарда. Однако позиции Гарольда в последние годы правления Эдуарда Исповедника несколько ослабли: в 1065 году в Нортумбрии вспыхнуло восстание против эрла Тостига, младшего брата Гарольда, который был изгнан из страны, а король согласился на присвоение титула эрла Нортумбрии Моркару, представителю конкурирующий с Годвинсонами мерсийской аристократической фамилии.

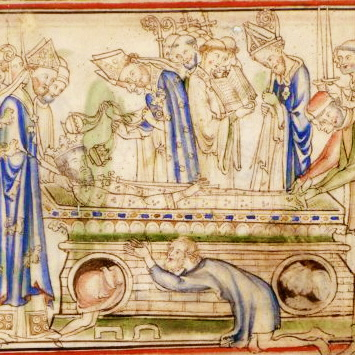
Похороны Эдуарда Исповедника

5 января 1066 года в Вестминстере скончался король Эдуард. Собравшаяся в Лондоне англосаксонская знать единогласно избрала королём Гарольда. Это резко обострило внешнеполитическую ситуацию: на корону Англии выдвинули претензии герцог Нормандии и король Норвегии, которые начали готовиться к вторжению. Если норвежская угроза была Гарольдом отражена, то Вильгельму Нормандскому в 1066 году удалось завоевать корону и ликвидировать англосаксонское государство.

### Канонизация
Когда в 1154 году на английский престол взошёл Генрих II, в его лице объединились нормандская и англосаксонская династии. Двойное право на корону Генрих II решил подкрепить канонизацией короля Эдуарда. В Рим был отправлен Осберт де Клер, приор Вестминстерского аббатства, автор житий святых Эдмунда, Этельберта, Эдбурги и короля Эдуарда. В его работах Эдуард предстал праведником, совершающим чудеса и излечивающим людей своим прикосновением. В 1161 году папа римский Александр III причислил короля Эдуарда к лику святых. В 1163 году его останки были торжественно перенесены в Вестминстерское аббатство (где пребывают поныне), причём церковную службу правил Томас Бекет, архиепископ Кентерберийский. Поскольку в то время святые обычно делились на две группы: мучеников, погибших насильственной смертью за веру, и исповедников, умерших обычной смертью, то король получил прозвище «Исповедник».
Католическая церковь почитает Эдуарда Исповедника как покровителя королей, трудных браков и разошедшихся супругов. Со времени правления Генриха II до 1348 года Эдуард считался святым-покровителем Англии, после чего его в этом качестве заменил Георгий Победоносец. Эдуард Исповедник оставался покровителем английской королевской семьи.
Также является местночтимым святым в  Сурожской епархии Русской православной церкви.